# Hans Bres

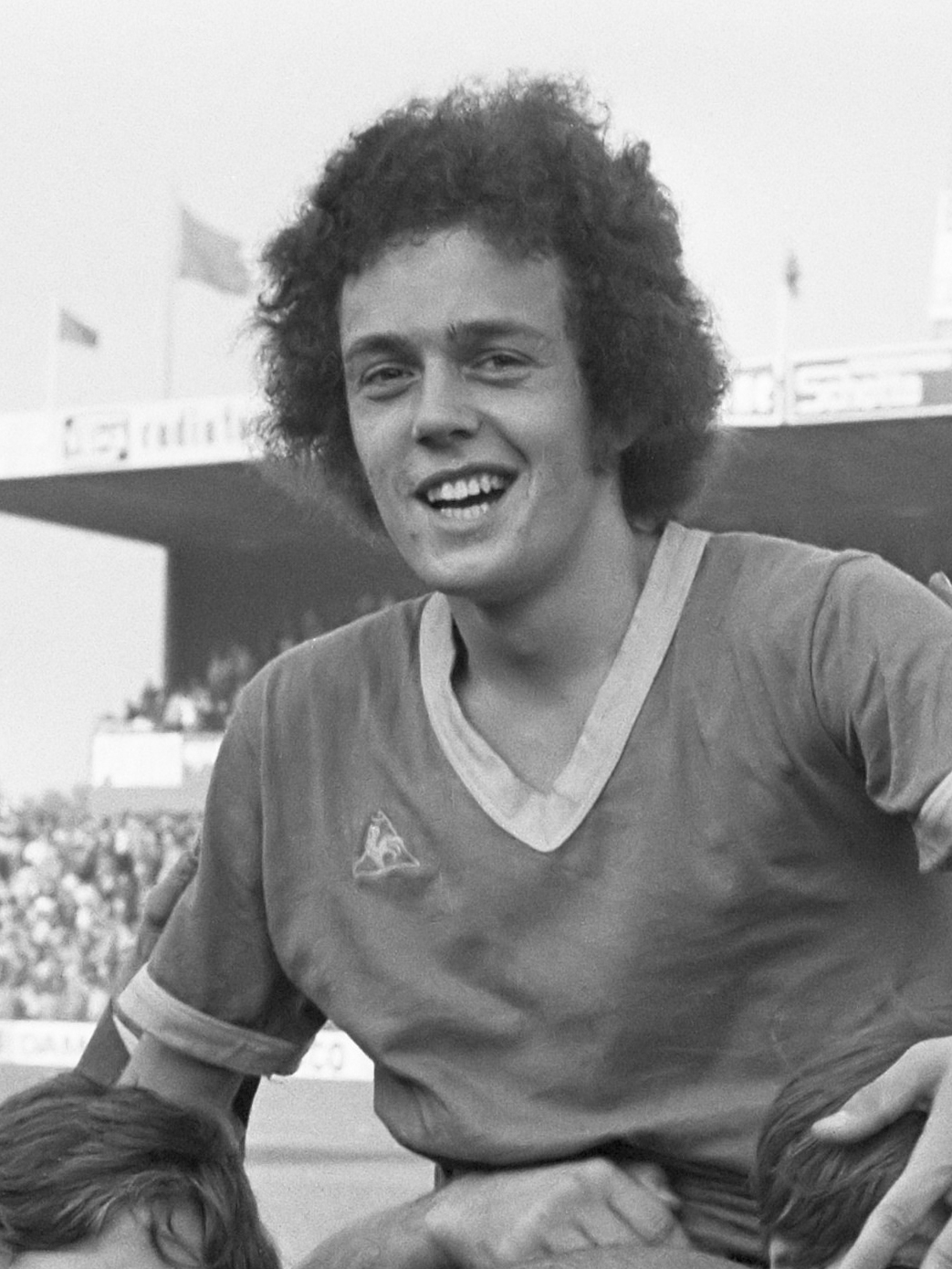
Hans Bres (1972)

Hans Bres (Den Haag, 3 november 1950) is een voormalig profvoetballer van FC Den Haag.
In 1967 ging hij van SV Loosduinen naar FC Den Haag. Bres debuteerde in het seizoen 1972-1973 voor FC Den Haag in de eredivisie. Bres speelde voornamelijk als aanvaller. Hij slaagde er niet in om een vaste basisspeler te worden, maar stond wel aan de aftrap bij de KNVB beker-finale tegen FC Twente in 1975, welke de Hagenaars winnend afsloten. Bres speelde nog tot 1976 in de hofstad, maar besloot zijn professionele loopbaan te beëindigen nadat toenmalig trainer Vujadin Boskov aangaf alleen met fullprofs te willen werken. Hierna speelde hij nog in het amateurvoetbal, onder andere bij vv SHO uit Oud-Beijerland, en hij trainde ook meerdere clubs. Naast het voetbal werkte hij als commercieel medewerker bij Nutricia en later werd hij directeur van een bedrijf in sportartikelen.